# I Wish It Would Rain Down
I Wish It Would Rain Down è un singolo del cantante britannico Phil Collins, estratto dall'album ...But Seriously.
Il singolo riscosse grande successo internazionale, risultando il più venduto in assoluto durante l'anno 1990 in Canada.

## Il brano
La canzone vede la partecipazione del chitarrista Eric Clapton. Collins la sentiva come la cosa più simile a un brano blues che avesse mai composto, oltre che una canzone perfetta per Clapton.

## Video musicale
Il videoclip, diretto da Jim Yukich, riprende l'ambientazione di un teatro negli anni 30 e vede la partecipazione dell'attore statunitense Jeffrey Tambor nel ruolo del direttore di teatro.

## Tracce
- 7"

1. I Wish It Would Rain Down
2. Homeless (Another Day in Paradise demo)

- 12"

1. I Wish It Would Rain Down
2. Homeless (Another Day in Paradise demo)
3. You've Been in Love (That Little Bit Too Long)

## Formazione
- Phil Collins – voce, batteria, tastiera, tamburello
- Eric Clapton – chitarra
- Pino Palladino – basso
- Chester Thompson – batteria (nel video prende il posto di Phil Collins alla batteria quando lui inizia a cantare)

## Classifiche
| Classifica (1990)                | Posizione massima |
| -------------------------------- | ----------------- |
| Australia                        | 15                |
| Austria                          | 26                |
| Belgio (Fiandre)                 | 3                 |
| Canada                           | 1                 |
| Finlandia                        | 8                 |
| Francia                          | 11                |
| Germania                         | 8                 |
| Irlanda                          | 4                 |
| Nuova Zelanda                    | 27                |
| Paesi Bassi                      | 4                 |
| Regno Unito                      | 7                 |
| Stati Uniti                      | 3                 |
| Stati Uniti (adult contemporary) | 3                 |
| Stati Uniti (mainstream rock)    | 5                 |
| Svezia                           | 7                 |
| Svizzera                         | 8                 |